# Sint-Martinuskerk (Marck)
De Sint-Martinuskerk (Frans: Église Saint-Martin) is de parochiekerk van de in het departement Pas-de-Calais gelegen plaats Marck, gelegen aan de Impasse Saint-Martin nabij de Place de la Mairie.

## Geschiedenis
Marck kende een 15e-eeuwse kerk, die echter in september 1944 door de terugtrekkende Duitsers werd opgeblazen.
Van 1961-1964 werd een nieuwe kerk gebouwd naar ontwerp van Maurice Suaudeau.

## Gebouw
Het betreft een moderne kerk, gebouwd in beton, met een ellipsvormige plattegrond. De glas-in-betonramen werden ontworpen door Gabriel Loire en het fresco in het koor door Geneviève Colladant-d'Andréis.
De kerk is beschermd en geklasseerd als monument historique.